# Flash Video
FLV (Flash Video) — формат файлів, медіаконтейнер, що використовується для передачі відео через Інтернет. Використовується такими сервісами відеохостингу як YouTube, Google Video, Вконтакте, RuTube і іншими. Хоча опис формату контейнера відкрили, кодеки є захищені патентами і залишаються власницькими.

## Відеоформат
FLV-файл — це бітовий потік, який є варіантом відеостандарту H.263. Flash Player 8 і більше нові редакції підтримують потокове відео On2 TrueMotion VP6. On2 VP6 забезпечує більш якісне зображення, особливо при використанні низького бітрейта. З іншого боку, цей формат більш складний, що може створити труднощі при перегляді на застарілих машинах.
Опціональний альфа-канал, який являє собою попиксельного прозорість, підтримується за допомогою додаткового відеопотоку, який кодує тільки альфа-канал. Реалізація припускає, що YUV-дані основного On2 VP6 відео потоку завжди конвертуються клієнтом в RGB. Ця можливість доступна лише для відео On2 VP6.
Починаючи з Flash Player 9 Update 3 підтримується новий формат мультімедіафайла ISO Base MPEG-4 Part 12, з новим відеокодеком — H.264. Цей стандарт відеостискання за такого ж низького бітрейту видає значно більш деталізоване і «ясне» зображення, особливо в динамічних сценах. Недоліками є, знову-таки, підвищення вимог до обчислювальних ресурсів та платні патенти.

## Аудіоформат
Звук в FLV, як правило, закодований в MP3, проте іноді можуть використовуватися Nellymoser codec, нестиснене аудіо або ADPCM аудіоформат. У версії Flash Player 9 Update 3, згідно з впровадженням Adobe формату ISO Base (MPEG-4 Part 12), додана підтримка AAC аудіо (профілі AAC-LC, Main Profile, і HE-AAC). У версії Flash Player 10 Beta доданий відкритий кодек SPEEX.

## Програвачі FLV
Формат FLV призначений для потокового відео, проте існує можливість використовувати його для локального зберігання та відтворення відео. FLV використовується в Adobe Flash Player , який поширюється як плагін для різних браузерів і різних операційних систем. Також формат підтримується багатьма мультимедіа програвачами, наприклад MPplayer чи Light Alloy.
Популярні програвачі, що підтримують FLV:
- Media Player Classic
- GOM Player
- Light Alloy
- MPlayer
- The KMPlayer
- VLC media player
- Winamp
- CuePlayer [Архівовано 24 вересня 2012 у Wayback Machine.]
- JetAudio

Так як FLV — це медіаконтейнер, а не формат, деякі програвачі можуть некоректно відтворювати відео або звуковий потік за відсутності кодеків, використаних при створенні файлу.

## Конвертори з FLV
- MEncoder від MPlayer
- Ffmpeg2theora — для перетворення в Theora
- Free Studio
- Freemake Video Converter
- FormatFactory
- HandBrake
- FLVExtract — для витягання елементарних потоків з контейнера. Вимагає .NET Framework